# August Hermann Kreyssig
August Hermann Kreyssig (* 3. August 1811 in Annaberg, Erzgebirge; † 1889 in Niederlößnitz) war ein deutscher Pfarrer.

## Leben
Kreyssigs Vater Johann Gottlieb Kreyßig war Rektor des Lyzeums Annaberg und später Gymnasialprofessor an der Fürstenschule St. Afra in Meißen. Kreyssig selbst besuchte dieses Gymnasium (1823–1829). Nach dem Abitur studierte er an der Universität Leipzig Evangelische Theologie. Er bestand 1832 das Examen und wurde zum Dr. phil. promoviert. Sein älterer Bruder Carl Justus Wilhelm Kreyssig war 1825 als Jurastudent (und späterer Forstrentamtmann) im Corps Lusatia Leipzig aktiv gewesen. Sein Onkel war Carl Traugott Kreyßig, der als Jurist in Chemnitz und Dresden wirkte. Als Renonce alter Art kam August Hermann Kreyssig ebenfalls zu Lusatia. Auf ihrem 40. Stiftungsfest (1847) wurde er recipiert. Seit 1840 wirkte er als Pastor in Beicha bei Lommatzsch. Er war Mitglied der Gesellschaft für Sächsische Kirchengeschichte. Insbesondere bearbeitete und veröffentlichte er die Biographien der St.-Afra-Absolventen ab 1543 und der seit der Reformation in Sachsen tätigen evangelisch-lutherischen Geistlichen. 1884 emeritiert, lebte er in Kötzschenbroda und zuletzt in Niederlößnitz. Das Standardwerk über die Pfarrer der sächsischen Landeskirche führte sein Sohn Paul Hermann Kreyssig (1851–1910) fort.

## Werke
- mit Hermann August Friedrich: Leben des zweiten Professors an St. Afra zu Meißen, Dr. Johann Gottlieb Kreyssig. Meißen 1854.
- Afraner-Album : Verzeichniss sämmtlicher Schüler der Königlichen Landesschule zu Meissen von 1543 bis 1875, 8422 an der Zahl [Hauptbd.]. Meißen 1876.
- Album der evangelisch-lutherischen Geistlichen im Koenigreiche Sachsen von der Reformationszeit bis zur Gegenwart. Nach den alphabetisch geordneten Parochieen zusammengestellt, Rammingsche Buchdruckerei, Dresden 1883 (Link zum Digitalisat)
- Album der evangelisch-lutherischen Geistlichen im Königreiche Sachsen von der Reformationszeit bis zur Gegenwart: Nach den alphabetisch geordneten Parochieen zusammengestellt von August Hermann Kreyssig. Bearbeitet von Paul Hermann Kreyssig und Otto Eduard Wilsdorf, 2. Auflage, Raab-Verlag, Crimmitschau 1898 (Digitalisat in der Bayerischen Staatsbibliothek in München)

## Ehrungen
- Albrechts-Orden, Ritter 1. Klasse